# Molnár Gyula (politikus)
Molnár Gyula (Budapest, 1961. augusztus 17. –) magyar politikus, 1994–2010 között, majd 2018–2021 között a Magyar Szocialista Párt (MSZP) országgyűlési képviselője, 2021-es kizárását követően párton kívüliként továbbra is országgyűlési képviselő. 2002-től 2010-ig Budapest XI. kerületének polgármestere, 2016 júniusától 2018 áprilisáig az MSZP elnöke.

## Családja
Édesapja, Molnár Gyula (1929) hivatásos katonatiszt volt, ezredesi rangban vonult nyugállományba. Édesanyja, Horváth Erzsébet (1940–1988) külkereskedőként dolgozott.
1989-ben vette feleségül Bóta Rózsa ügyvédnőt. 1990-ben született fiuk, Gergely. Második felesége Molnár Andrea, ebből a házasságából 2016-ban megszületett második gyermeke Gábor Milán.

## Életpályája
A Than Károly Vegyipari Szakközépiskolában érettségizett, majd egy évig technikusként dolgozott. Az egyetemet Moszkvában végezte, ahol textilvegyész-mérnöki oklevelet szerzett. Hazatérését követően a Magyar Selyemipar Vállalatnál dolgozott gyártmányfejlesztő mérnökként, majd a TricoInvest Kft. igazgatója lett.

## Politikai pályafutása
Politikai pályafutását a KISZ Budapest III. kerületi szervezetének titkáraként, majd a Baloldali ifjúsági Társulás elnökeként kezdte. A rendszerváltás után belépett az MSZP-be, amelynek később országos elnökségi tagja, illetve 1998–2000 között alelnöke is volt. 2004 és 2007 februárja között a párt budapesti elnöke.
Az 1990-es önkormányzati választást követően a XI. kerület alpolgármesterévé választották, 1992-ben pedig a Fővárosi Közgyűlés tagja lett. 1994-től 2010-ig folyamatosan országgyűlési képviselő volt a budapesti 16. választókerületben szerzett mandátummal. 2002-ben a XI. kerület polgármesterévé választották, majd 2006-ban újraválasztották a tisztségre. A TÖOSZ elnöki tisztségét is viselte.
A 2010-es országgyűlési választáson sem egyéniben, sem a párt budapesti és országos listájáról nem szerzett mandátumot, így 16 év után kiesett a parlamentből. A 2010-es önkormányzati választáson 41,50%-ot ért el, és alulmaradt a Fidesz–KDNP jelöltjével, Hoffmann Tamással szemben.
Polgármesteri időszaka alatt a fejlesztéseknek (többek között sportpálya- és iskolafelújításoknak) köszönhetően népszerű volt, jóllehet az igazán nagy fejlesztések (például az M4-es metróvonalhoz kötődő út- és közterület-felújítások, a Szent Imre Kórház rekonstrukciója és bővítése) állami vagy fővárosi beruházások voltak.
2016. június 25-én Szanyi Tibor, Harangozó Tamás és Tóbiás József addigi pártelnök ellenében megválasztották az MSZP elnökének.
A 2018-as országgyűlési választáson a budapesti 18. választókerületben (amely Budafok-Tétényt, valamint Újbuda egy részét foglalja magában) egyéni képviselői mandátumot szerzett. Pártja országosan elért gyenge eredménye miatt lemondott pártelnöki tisztségéről.
A 2021-es ellenzéki előválasztáson ismét ebben a választókerületben indul a mandátumért, de már a Demokratikus Koalíció támogatásával. 2021. június 23-án Molnár Gyulát kizárták az MSZP-ből. 2022. május végén belépett a DK-ba.

## Büntetőeljárás ellene
Schneller Domonkos XI. kerületi fideszes képviselő 2007 őszén büntető feljelentést tett a Lágymányosi-öböl privatizációja és a Hadik kávéház ügyében. Az ügyészség három évvel később, közvetlenül a 2010-es önkormányzati választások előtt nagy TV-nyilvánosság előtt meggyanúsította Lakos Imre SZDSZ-es alpolgármester mellett Molnár Gyulát. Később aztán mind az öböl-ügyben, mind a Hadik-ügyben lezárták a nyomozást, a telekeladás ügyében indított perben pedig első fokon, 2012 szeptemberében felmentő ítélet született. 2013 októberében 8 hónap letöltendő börtönbüntetésre ítélték. 2014 májusában a jogerős másodfokú ítéletet a Kúria hatályon kívül helyezte és felmentette Molnár Gyulát a hivatali visszaélés vádja alól. Az ítélet jogerős.